# 에이미 스틸러
에이미 스틸러(Amy Stiller, 1961년 9월 8일 ~ )는 미국의 배우이다.
뉴욕에서 태어났다.

## 영화
- 심플 타임스 (2014년)
- 미트 페어런츠 3 (2010년)
- 트로픽 썬더 (2008년)
- 피구의 제왕 (2004년)
- 인디펜던트 (2000년)
- 비지트 (2000, The Visit)
- 킹 오브 퀸즈 (1998년)
- 케이블 가이 (1996년)
- 청춘 스케치 (1994년)
- 지옥의 하이웨이 (1992년)
- 법과 질서 (1990년)
- 댓츠 애디쿼트 (1989년)
- 엘비스 스토리스 (1989년)
- 뱀파이어 키스 (1988년)
- 러버스 앤 어더 스트레인저 (1970년)